# Ле Ламе (Венеција)
Ле Ламе (итал. Le Lame) је насеље у Италији у округу Венеција, региону Венето.
Према процени из 2011. у насељу је живело 19 становника. Насеље се налази на надморској висини од -2 м.